# Polonez-Fantazja op. 61 (Chopin)

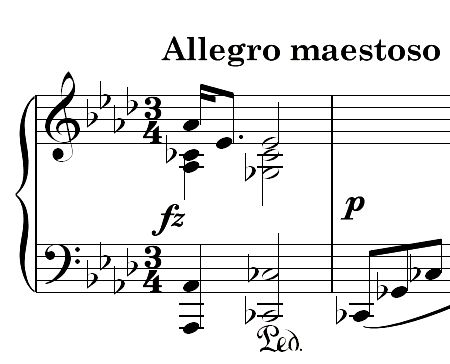
Początek utworu

Polonez-Fantazja As-dur op. 61 – dzieło Fryderyka Chopina. Skomponowane na fortepian solo w 1846, dedykowane a Madame A. Veyret. Opublikowane w roku kompozycji.
Polonez rozpoczyna się w tempie Allegro maestoso (szybko, majestatycznie). Rozpisany jest w 288 taktach. Kompozytor napisał w liście do rodziny:

Teraz chciałbym skończyć Sonatę z wiolonczelą, Barkarolę i coś jeszcze, co nie wiem, jak nazwę

Coś to niewątpliwie Polonez-Fantazja – Chopin wahał się co do nazwy utworu.